# Candisari (Bansari)
Candisari is een bestuurslaag in het regentschap Temanggung van de provincie Midden-Java, Indonesië. Candisari telt 3169 inwoners (volkstelling 2010).